# Макарово (Ішимбайський район)
Мака́рово (рос. Макарово, башк. Маҡар) — село у складі Ішимбайського району Башкортостану, Росія. Адміністративний центр Макаровської сільської ради.
Населення — 1019 осіб (2010; 966 в 2002).
Національний склад:
- башкири — 97%